# Llanrhian

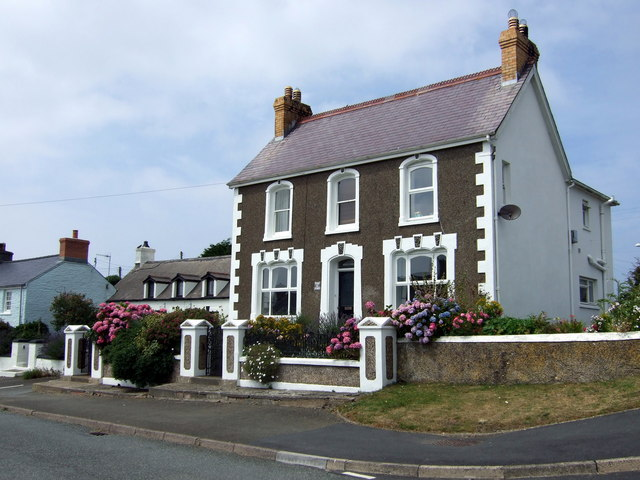
Edifici di Llarhian

Llanrhian è un villaggio con status di community del Galles sud-occidentale, facente parte della contea del Pembrokeshire e situato in prossimità della costa che si affaccia sul canale di San Giorgio, lungo il Pembrokeshire Coast National Park.  L'intera community conta una popolazione di circa 900 abitanti.

## Geografia fisica
Il villaggio di Llanrhian si trova a 5 miglia a nord-est di St David's, tra le località di Abercastle e Abereiddy (rispettivamente a sud-ovest della prima e a nord-est della seconda), a 5 miglia a nord-est di St David's. 
La parte settentrionale della comunità di Llarhian si estende lungo un tratto del Pembrokeshire Coast National Park, mentre il villaggio di Llarhian si trova un po' più all'interno.

## Origini del nome
Il toponimo Llanrhian è formato dal termine llan, che significa "chiesa", e dal nome di un santo, Rhian.

## Storia
L'area in cui sorge Llanrhian è abitata sin dal Medioevo.
Un tempo Llanrhian faceva parte della cantena di Dewisland.

## Monumenti e luoghi d'interesse

### Architetture religiose
Principale edificio religioso di Llanrhian è la chiesa di San Rhian, che presenta un campanile del XIII-XIV secolo e una navata realizzata nel 1836 su progetto dell'architetto Daniel Evans.
Nell'area attorno alla chiesa di San Rhian è stata rinvenuta una pietra contenente una delle più antiche iscrizioni cristiane del Pembrokeshire.

### Altri siti e luoghi d'interesse

#### Rubbing Stones
Altro punto d'interesse sono le Rubbing Stones, otto pietre, sette delle quali non sarebbero in realtà dei monumenti megalitici, ma sarebbero delle sculture realizzate nel XIX secolo, dal pittore J.C. Young, mentre l'ottava sarebbe di origine naturale.

## Società

### Evoluzione demografica
Nel 2019, la popolazione stimata della comunità di Llanrhrian era pari a 870 unità, in maggioranza (443) di sesso maschile.
La popolazione al di sotto dei 17 anni era stimata in 102 unità (di cui 65 erano i bambini al di sotto dei 10 anni), mentre la popolazione dai 65 anni in su era stimata in 264 unità (di cui 59 erano le persone dagli 80 anni in su).
La comunità ha conosciuto un lieve decremento demografico rispetto al 2011 e al 2001, quando la popolazione censita era pari rispettivamente a 892 e a 897 unità.

## Geografia antropica

### Suddivisioni amministrative
La comunità di Llarhian comprende i seguenti villaggi:
- Llanrhian
- Croesgoch
- Portheiddy
- Porthgain
- Trefin